# Incisalia augustinus
Incisalia augustinus is een vlinder uit de familie van de Lycaenidae. De wetenschappelijke naam van de soort werd als Thecla augustinus in 1852 gepubliceerd door John Obadiah Westwood.

## Synoniemen
- Thecla augustus Kirby, 1837 non Fabricius, 1793

## Ondersoorten
- Incisalia augustinus augustinus
- Incisalia augustinus iroides (Boisduval, 1852)
  - = Thecla iroides Boisduval, 1852
  - = Thecla iroides var. immaculata Cockle, 1910
- Incisalia augustinus croesioides Scudder, 1876
  - = Incisalia augustus croesioides Scudder, 1876
- Incisalia augustinus helenae Dos Passos, 1943
  - = Incisalia augustus helenae Dos Passos, 1943
- Incisalia augustinus annetteae Dos Passos, 1943
  - = Incisalia iroides annetteae Dos Passos, 1943
- Incisalia augustinus concava Austin, 1998